# Вальтер Векке
Вальтер Векке (нім. Walther Wecke; 30 вересня 1885, Неннгаузен — 16 грудня 1943, Гота) — німецький офіцер і поліцейський чиновник, генерал авіації.

## Біографія
16 жовтня 1903 року вступив в 3-й польовий артилерійський полк, з 1909 служив в частинах постачання. Учасник Першої світової війни, з 1915 року служив в артилерії. Після демобілізації 24 червня 1919 року вступив на службу в поліцію, служив в поліції порядку в Берліні (1919-33). 25 лютого 1933 року призначений командиром особливого відділу поліції «Векке», який 1 червня були перетворений в особливу групу земельної поліції «Векке», а 12 січня 1934 року — в групу земельної поліції «Генерал Герінг». Пізніше на базі цього з'єднання була створена дивізія «Герман Герінг», потім танковий парашутний корпус «Герман Герінг». 6 червня 1934 року переведений в оперативний штаб прусської державної поліції. 1 жовтня 1935 року переведений в армію директором 3-ї групи польової майстерні Мюнхена. 1 жовтня 1937 року переведений в люфтваффе і призначений начальником імперського училища ППО в Берліні-Ванзе. З 1 жовтня 1939 року — начальник зони ППО «Словаччина» і комендант тренувального табору ВПС «Малацки». 31 березня 1943 звільнений у відставку. Помер у військовому шпиталі від важкої хвороби.

## Звання
- Унтерофіцер (27 лютого 1905)
- Феєрверкер-лейтенант (22 травня 1915)
- Лейтенант поліції (24 червня 1919)
- Феєрверкер-оберлейтенант запасу (27 березня 1920)
- Оберлейтенант поліції (22 травня 1920)
- Гауптман поліції (18 липня 1921)
- Майор поліції (1 квітня 1927)
- Оберстлейтенант поліції (21 березня 1933)
- Оберст поліції (13 вересня 1933)
- Генерал-майор поліції (1 січня 1934)
- Генерал майор запасу сухопутних військ (1 жовтня 1935)
- Генерал-майор (1 серпня 1938)
- Генерал-лейтенант (1 серпня 1940)
- Генерал авіації (1 грудня 1942)

## Нагороди
- Залізний хрест 2-го і 1-го класу
- Німецький кінний знак
- Почесний хрест ветерана війни з мечами
- Медаль «За вислугу років у Вермахті» 4-го, 3-го, 2-го і 1-го класу (25 років)
- Хрест Воєнних заслуг 2-го і 1-го класу з мечами
- Нагрудний знак пілота-спостерігача (Словаччина)
- Орден Хреста Перемоги 1-го класу (Перша словацька республіка)
- Орден Словацького хреста, великий хрест